# Елизаветовский сельский совет (Петриковский район)
Елизаветовский сельский совет (укр. Єлизаветівська сільська рада) — входит в состав
Петриковского района
Днепропетровской области
Украины.
Административный центр сельского совета находится в 
с. Елизаветовка.

## Населённые пункты совета
- с. Елизаветовка